# 가톨릭대학교 성빈센트병원
가톨릭대학교 성빈센트병원(The Catholic University of Korea St. Vincent's Hospital)은 경기도 수원시 팔달구 중부대로 93에 위치한 병원이다.

## 연혁
- 1967년 6월 가톨릭대학 제5부속병원으로 개원
- 1999년 1월 가톨릭대학교 성빈센트병원으로 변경

### 역대 병원장
- Sr.M. Adelheid Hinse (1967년 6월 3일 ~ 1988년 5월 31일)
- 박성옥(레지나) 수녀 (1988년 6월 1일 ~ 1996년 6월 30일)
- 차영임(카타리나) 수녀 (1996년 7월 1일 ~ 2001년 6월 30일)
- 남옥윤(안드레아) 수녀 (2001년 7월 1일 ~ 2006년 6월 30일)
- 차영미(글라라) 수녀 (2006년 7월 1일 ~ 2011년 7월 4일)
- 조계순(오딜리아) 수녀 (2011년 7월 5일 ~ 2016년 7월 5일)
- 김선영(데레시타)수녀 (2016년 7월 6일 ~ 2021년 7월 5일)
- 임정수(콜베)수녀 (2021년 7월 6일 ~ 현재)

## 같이 보기
- 대한민국의 병원 목록